# Hamed Karoui
Pour les articles homonymes, voir Karoui.
 (juin 2022).
Si vous disposez d'ouvrages ou d'articles de référence ou si vous connaissez des sites web de qualité traitant du thème abordé ici, merci de compléter l'article en donnant les références utiles à sa vérifiabilité et en les liant à la section « Notes et références ».
Hamed Karoui (arabe : حامد القروي), né le 30 décembre 1927 à Sousse (protectorat français de Tunisie) et mort le 27 mars 2020 à Sousse (Tunisie), est un homme d'État et médecin tunisien.
Figure du Rassemblement constitutionnel démocratique (RCD), il est Premier ministre de la Tunisie de 1989 à 1999.

## Biographie

### Jeunesse
Hamed Karoui poursuit ses études primaires et secondaires à Sousse. À l'âge de 15 ans, il adhère au Néo-Destour et milite dans les rangs de l'Union générale des étudiants de Tunisie (UGET) et de l'organisation des scouts tunisiens. Il est également chargé de l'édition du journal clandestin Al Kifah pour le centre du pays.
Après avoir obtenu le baccalauréat en juin 1946, il part entamer ses études supérieures à la faculté de médecine de Paris où il obtient un doctorat et un certificat de spécialité en pneumo-phtisiologie. Pendant ses études, il est élu successivement président de la cellule destourienne de Paris, président de la fédération destourienne de France et secrétaire général de l'UGET. Il représente aussi le mouvement estudiantin à deux congrès internationaux tenus à Prague et Colombo.
De retour en Tunisie en 1957, il est affecté à l'hôpital régional de Sousse pour exercer la fonction de médecin spécialiste en pneumologie et chef de service. Il dirige aussi les clubs sportifs du Stade soussien en 1961-1962 (vice-président) puis de l'Étoile sportive du Sahel de 1961 à 1981 (président). Son fils, Maher, préside, en 2021, ce même club quarante ans après son père.

### Action politique
Hamed Karoui dirige dans le même temps la cellule destourienne de Sousse-Ville entre 1957 et 1988 et se voit élu à plusieurs reprises comme membre du comité de coordination de Sousse. Conseiller municipal de la cité de 1957 à 1972, il en devient maire de 1985 aux élections municipales de 1990. En 1964, il est par ailleurs élu député représentant la ville de Sousse à l'Assemblée nationale et réélu en 1981, 1986 et 1989. Il sert comme vice-président de celle-ci de 1983 à 1986.
Hamed Karoui est élu au comité central du Parti socialiste destourien (PSD) lors du congrès de 1977 puis reconduit en 1979 et accède à son bureau politique en janvier 1981. Le 17 octobre 1987, il est nommé directeur du PSD et confirmé, le 8 décembre 1987, dans ses fonctions par le nouveau président Zine el-Abidine Ben Ali jusqu'au congrès de juillet 1988. Il contribue ainsi à l'organisation de la réunion du comité central, tenue les 27 et 28 février 1988, au cours de laquelle le PSD change de nom pour devenir le Rassemblement constitutionnel démocratique (RCD). Au congrès de 1988, il est élu membre du comité central du nouveau parti et, le 13 avril 1989, se voit désigné comme membre du nouveau bureau politique où il est régulièrement confirmé jusqu'au 5 septembre 2008. Il assume par ailleurs, les fonctions de vice-président du RCD dès le 9 octobre 1989 puis de premier vice-président du 26 janvier 2001 au 5 septembre 2008.
Hamed Karoui entre au gouvernement en prenant la tête du ministère de la Jeunesse et des Sports du 7 avril 1986 au 27 octobre 1987. Après l'arrivée du nouveau président Ben Ali, le 7 novembre 1987, il est nommé ministre délégué auprès du Premier ministre en tant que directeur du PSD, puis ministre de la Justice le 24 juillet 1988. Il conserve ce portefeuille jusqu'à sa nomination en tant que Premier ministre le 27 septembre 1989, en remplacement d'Hédi Baccouche, fonction qu'il occupe durant dix ans, jusqu'au 17 novembre 1999, date à laquelle il est remplacé par Mohamed Ghannouchi.
En 2007, il doit subir une intervention à cœur ouvert à la suite d'une attaque cardiaque ; il est obligé de diminuer considérablement ses activités publiques et partisanes.
Le 23 septembre 2013, il crée le Mouvement destourien pour rassembler les destouriens constitutionalistes. Au mois d'août 2016, il passe le témoin à l'avocate Abir Moussi et prend définitivement sa retraite publique et partisane à l'âge de 89 ans.

### Poursuites judiciaires
Hamed Karoui fait partie d'une liste de dix responsables du RCD poursuivis par la justice tunisienne pour détournement d'argent public et abus de pouvoir à la suite d'une plainte déposée par 25 avocats tunisiens. La liste comprend également Mohamed Ghariani, Abdallah Kallel, Ridha Chalghoum, Abderrahim Zouari, Zouheir M'dhaffer, Chédli Neffati, Abdelaziz Ben Dhia, Kamel Morjane et Abdelwahab Abdallah.

### Famille
Hamed Karoui est le père de quatre enfants. Il est le beau-frère de l'ancien ministre Ahmed Ben Salah et l'oncle de Hakim El Karoui.

### Décorations
- Grand cordon de l'ordre tunisien de l'Indépendance[7] ;
- Grand cordon de l'ordre de la République tunisienne[7] ;
- Grand cordon de l'ordre du 7-Novembre (Tunisie)[7].

## Publications
- Une vie en politique, Tunis, Cérès Éditions, 2020, 234 p. (ISBN 978-9-973-19819-8)[8]